# Luc Vansteenkiste (ondernemer)
Luc Maria Joris M.A.A. baron Vansteenkiste (Izegem, 11 mei 1947) is een Belgisch ondernemer en bestuurder. Van 2002 tot 2005 was hij voorzitter van het Verbond van Belgische Ondernemingen (VBO).

## Biografie

### Loopbaan
Luc Vansteenkinste werd geboren als zoon van een schoenfabrikant die vooral orthopedische schoenen produceerde. In 1972 studeerde hij af als burgerlijk ingenieur in de scheikunde aan de Katholieke Universiteit Leuven.
Hij is vooral bekend door zijn topfunctie bij de schuimrubberfabrikant Recticel, het vroegere PRB-Gechem, een dochtermaatschappij van de Generale Maatschappij. Eerst in dienst en vanaf 1997 als mede-eigenaar van Recticel, dat hij kocht samen met een groep investeerders.
In april 2002 werd Vansteenkiste benoemd tot voorzitter van de werkgeversorganisatie VBO. Hij volgde Gui de Vaucleroy op. In februari 2005 werd hij in deze functie door Jean-Claude Daoust opgevolgd.
Hij bekleedde ook verschillende andere bestuursmandaten. Zo werd hij bestuurder van textielbedrijf Sioen Industries in 1996 en voorzitter van de groep in 2010. Michel Delbaere volgde hem in 2016 op. In 2015 volgde hij Herman Daems op als voorzitter van uitgeverij Lannoo. Vansteenkiste was ook bestuurder bij voedingsbedrijf Ter Beke, supermarktketen Delhaize, Spector Photo Group, telecombedrijf Telindus, Fortis Bank, bouwmaterialengroep Scheerders-Van Kerchove en de Commissie Corporate Governance.
Vansteenkiste is ook voorzitter van het Prins Filipfonds en het orkest Le Concert Olympique.

### Onderscheidingen
In januari 2001 werd hij door het zakenblad Trends verkozen tot Manager van het Jaar 2000.
In 2006 werd hij opgenomen in de erfelijke Belgische adel met de persoonlijke titel van baron.

### Voorkennis
In september 2009 werd Vansteenkiste een week lang aangehouden nadat een Brusselse onderzoeksrechter hem misbruik van voorkennis ten laste legde. In een onderzoek naar mogelijke handel met voorkennis bij de verkoop van Fortis-aandelen door Compagnie du Bois Sauvage op 3 oktober 2008, waar hij bestuurder was. Dat was vlak voor de Belgische regering Fortis Bank zou verkopen. Hij werd onder voorwaarden vrijgelaten. Verder onderzoek moest al dan niet betrokkenheid bewijzen.
Na een akkoord met het parket in november 2013 over een minnelijke schikking bleef een verder proces uit. Bois Sauvage ontliep zo een mogelijke veroordeling.